# Phrypeus
Phrypeus is een geslacht van kevers uit de familie van de loopkevers (Carabidae). De wetenschappelijke naam van het geslacht is voor het eerst geldig gepubliceerd in 1924 door Casey.

## Soorten
Het geslacht Phrypeus is monotypisch en omvat slechts de volgende soort:
- Phrypeus rickseckeri (Hayward, 1897)